# Vonodřev
Vonodřev (Myroxylon) je rod dvou druhů stromů z čeledi bobovitých, pocházejících z tropické Střední a Jižní Ameriky. Vonodřevy jsou stálezelené stromy se zpeřenými listy a bílými květy s velkou pavézou. Jsou známy jako zdroj vonného peruánského balzámu, používaného zejména v potravinářství a medicíně. Dřevo je tvrdé a olejnaté a má spíše lokální využití.

## Popis
Vonodřevy jsou stálezelené tropické stromy dorůstající výšky až 40 metrů. Listy jsou lichozpeřené, střídavé, opadavé, složené ze 3 až 15 lístků. Lístky jsou tenké, střídavé, kopinaté až oválné, na vrcholu špičaté až zašpičatělé, se zvlněným okrajem a průsvitnými žláznatými tečkami na ploše čepele. Palisty jsou prchavé nebo chybějí. Květy jsou bílé, středně velké, oboupohlavné, dvoustranně souměrné, ve vrcholových nebo úžlabních hroznech. Kalich je kuželovitě zvonkovitý, s 5 nepravidelnými laloky. Pavéza je relativně velká, široce okrouhlá a nehetnatá, zbývající 4 korunní lístky jsou drobné, úzké, lžicovitého tvaru. Tyčinek je 10, jsou volné, s dlouhými nitkami a opadávají spolu s korunou. Semeník je stopkatý, se 2 vajíčky a krátkou čnělkou zakončenou drobnou bliznou. Plody jsou nepukavé, zploštělé, asi 7 až 11 cm dlouhé, nápadně křídlaté (typu samara) a obsahují ve vrcholové části jediné ledvinovité semeno.

## Rozšíření
Rod vonodřev zahrnuje dva druhy, vyskytující se v tropické Americe. Vonodřev balzámový (Myroxylon balsamum) je rozšířen od Mexika po Peru a Bolívii, vonodřev peruánský (Myroxylon peruiferum) od Kolumbie po Brazílii a severní Argentinu. Vonodřev balzámový je pěstován i v jiných oblastech tropů a místně zplaňuje.

## Taxonomie
Druhy rodu Myroxylon jsou značně variabilní a bylo popsáno mnoho nových druhů. Počet druhů uváděných u tohoto rodu se může různit podle toho, které taxony jsou chápány jako samostatné druhy. Současná botanika většinou akceptuje pouze 2 druhy, v některých zdrojích jsou uváděny 4 nebo dokonce 6.

## Obsahové látky
Peruánský balzám z vonodřevu balzámového obsahuje asi 53 až 66% bezbarvé, olejovité, aromatické kapaliny a asi 28% tmavé pryskyřice. Mezi hlavní vonné látky náleží kumarin, vanilin, kyselina skořicová a kyselina benzoová.

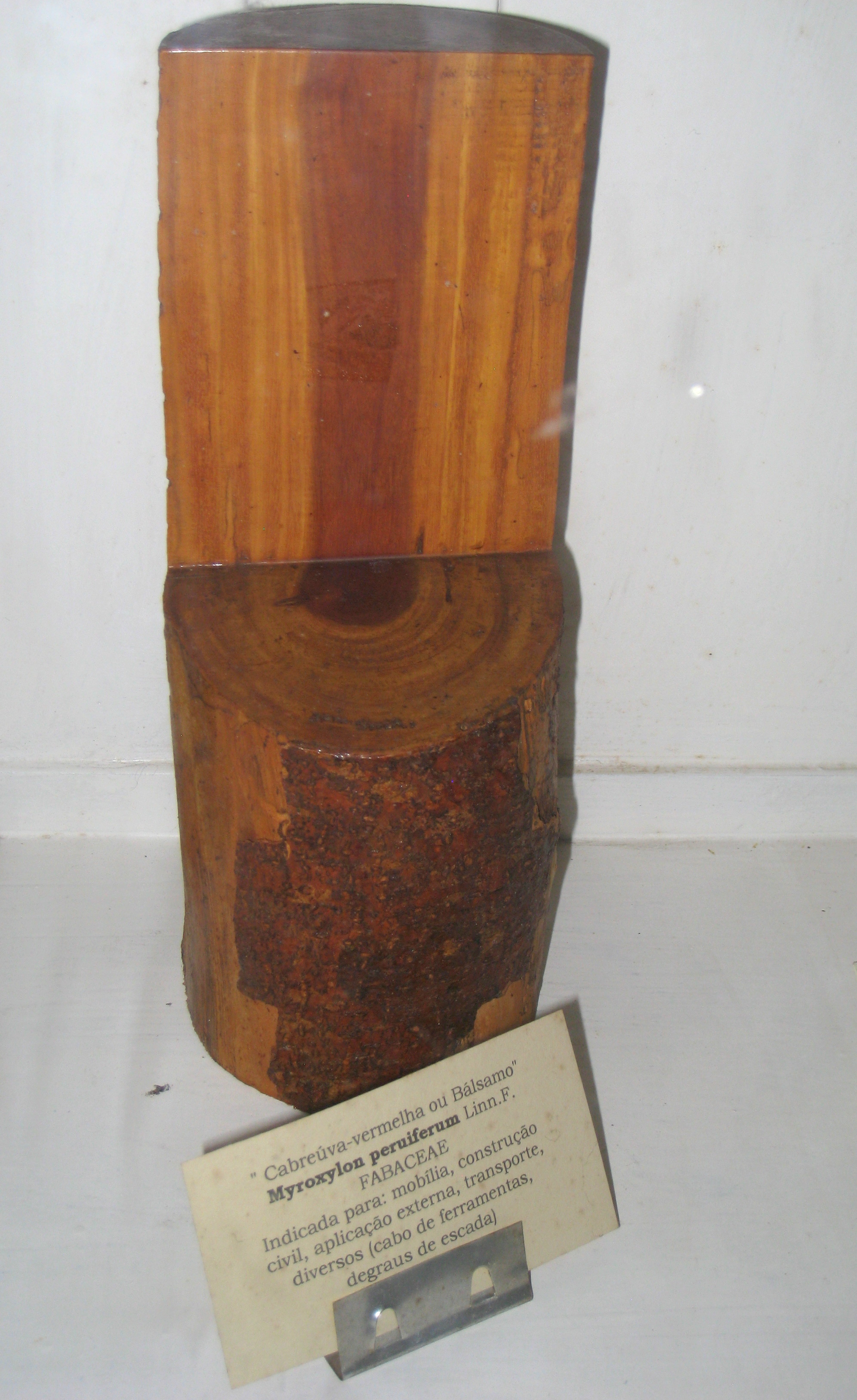
Dřevo vonodřevu peruánského

## Invazivita

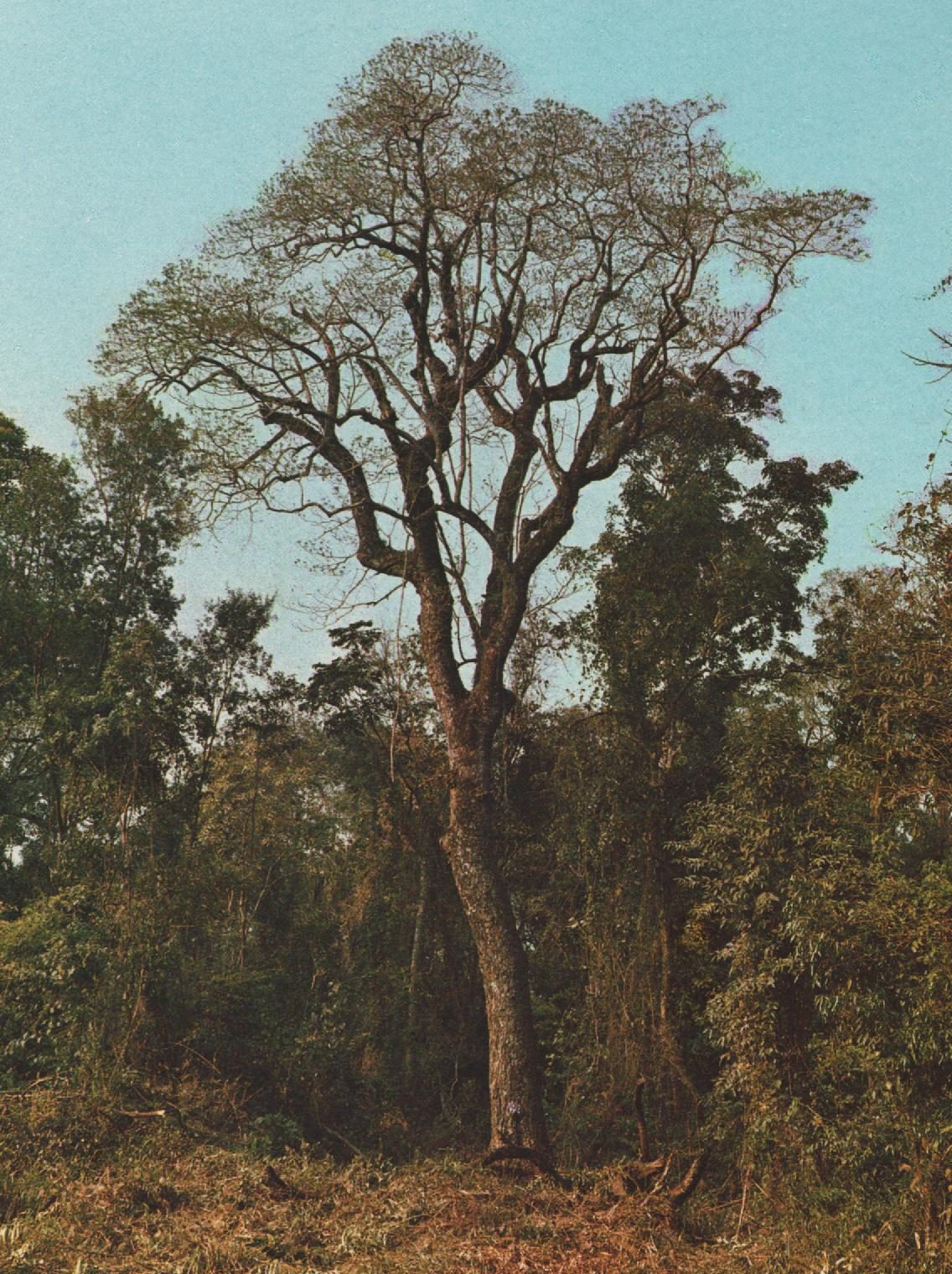
Vonodřev peruánský

Vonodřev balzámový je pěstován v klimaticky příhodných tropických oblastech po celém světě. V některých místech bylo zaznamenáno jeho zplaňování a invasivní šíření. Na Srí Lance se přemnožil na několika hektarech v rezervaci Udawatta Kele v centrální části ostrova a rychle se šíří do okolí.
Semena stromu klíčí ve vysokém počtu a tolerují mnohem více stínu než původní druhy, takže hustý porost mladých stromů se objevuje i tam, kde jiná vegetace neroste. Dochází tím k vážnému narušení ekologické rovnováhy. Vonodřevy byly vysazeny i v Indonésii a na řadě tichomořských ostrovů (například na Fidži) a představují zde potenciální ekologickou hrozbu.

## Zástupci
- vonodřev balzámový (Myroxylon balsamum)
- vonodřev peruánský (Myroxylon peruiferum)

## Význam
Vonodřev balzámový (Myroxylon balsamum) je v tropické Americe již stovky let pěstován jako zdroj kadidla a také jako léčivá rostlina. V dnešní době slouží zejména při výrobě parfémů.
Nasládlá vůně, připomínající vanilku a zelené olivy, je důvodem, že se balzám z vonodřevu používá při výrobě parfémů. Peruánský balzám se používá pro ovoňování a ochucování mnoha výrobků, může však způsobovat alergické reakce.

### Dřevo
Dřevo vonodřevu je oranžově hnědé s temně červeným jádrem, tvrdé. Obsahuje přírodní oleje, které mu zajišťují vynikající odolnost proti hnilobě a dodávají příjemnou vůni. Současně však toto dřevo odolává i proti ošetření konzervanty. Hustota dřeva je 900 až 1100 kg/m3. Co se týká zpracování tohoto dřeva, je poněkud obtížnější a způsobuje otupování nástrojů, lze však dosáhnout vysokého přirozeného lesku. Je využíváno spíše místně a na světových trzích se objevuje zřídka.

### Peruánský balzám
Jako peruánský balzám je označována aromatická pryskyřice ze stromu Myroxylon balsamum pereirae (vonodřev balzámový Pereirův), rostoucího ve Střední Americe. Zavádějící označení balzámu jako peruánský má historické kořeny, původně byl totiž vyráběn a posílán do Evropy z přístavů v Callao a Limě v Peru, přestože z této oblasti strom nepochází. Místní používání peruánského balzámu vedlo k jeho vývozu do Evropy již v 17. století, kdy byl poprvé zdokumentován v německém lékopisu. Dnes je největším vývozcem peruánského balzámu Salvador, kde se balzám ze stromů extrahuje čistě rukodělným procesem.
Peruánský balzám se používá v medicíně, farmacii, potravinářství a parfumerii. Používal se k potlačení kašle, léčbě alveolární osteitidy a v čípcích na hemoroidy. Údajně je schopen inhibovat Mycobacterium tuberculosis a také Helicobacter pylori (původce vředové choroby). Používal se proto povrchově k léčbě ran a vředů, jako antiseptikum a také pro uvolnění análního svalstva. Bývá obsažen v mastech proti plenkové dermatitidě, ve vlasových tonikách, přípravcích proti lupům, sprejích pro ženskou hygienu a jako přírodní vůně v mýdlech, čisticích prostředcích, krémech, emulzích a parfémech.